# حسيس لمسي
الحسيس اللمسي (بالإنجليزية: Tactile fremitus)‏ أو الحسيس الصدري (بالإنجليزية: pectoral fremitus)‏ أو الحسيس الصوتي (بالإنجليزية: vocal fremitus)‏ أو الحسيس الصوتي اللمسي (بالإنجليزية: tactile vocal fremitus)‏ هو أحد أنواع الحسيس، وهو عبارة عن اهتزاز يمكن الشعور به عند التصويت منخفض التردد.
عادة ما يطلب من المريض ترديد عبارات معينة فيضع الطبيب يده على صدر المريض فيشعر بالحسيس من صدره أو ظهره. أما العبارات المستخدمة فهي عبارات تحتوي على مصوت مزدوج.
إن سبب زيادة الحسيس في رئة متكثفة هي أن الأصوات تنتقل مع تضائل أقل في وسط صلب أو سائل (كما في حالة التكثف الرئوي) مقارنة بوسط غازي.
أما سبب انخفاض الحسيس في الانصباب الجنبي واسترواح الصدر فهو أن زيادة الحيز يقلل أو يمنع انتقال الصوت.
الأبحاث الحالية تقترح أن الحسيس اللمسي الظاهر خلال تخطيط صدى الثدي يمكن استخدامه للتمييز بين الأورام الخبيثة والحميدة.